# IHeartRadio Music Award all'artista maschile dell'anno

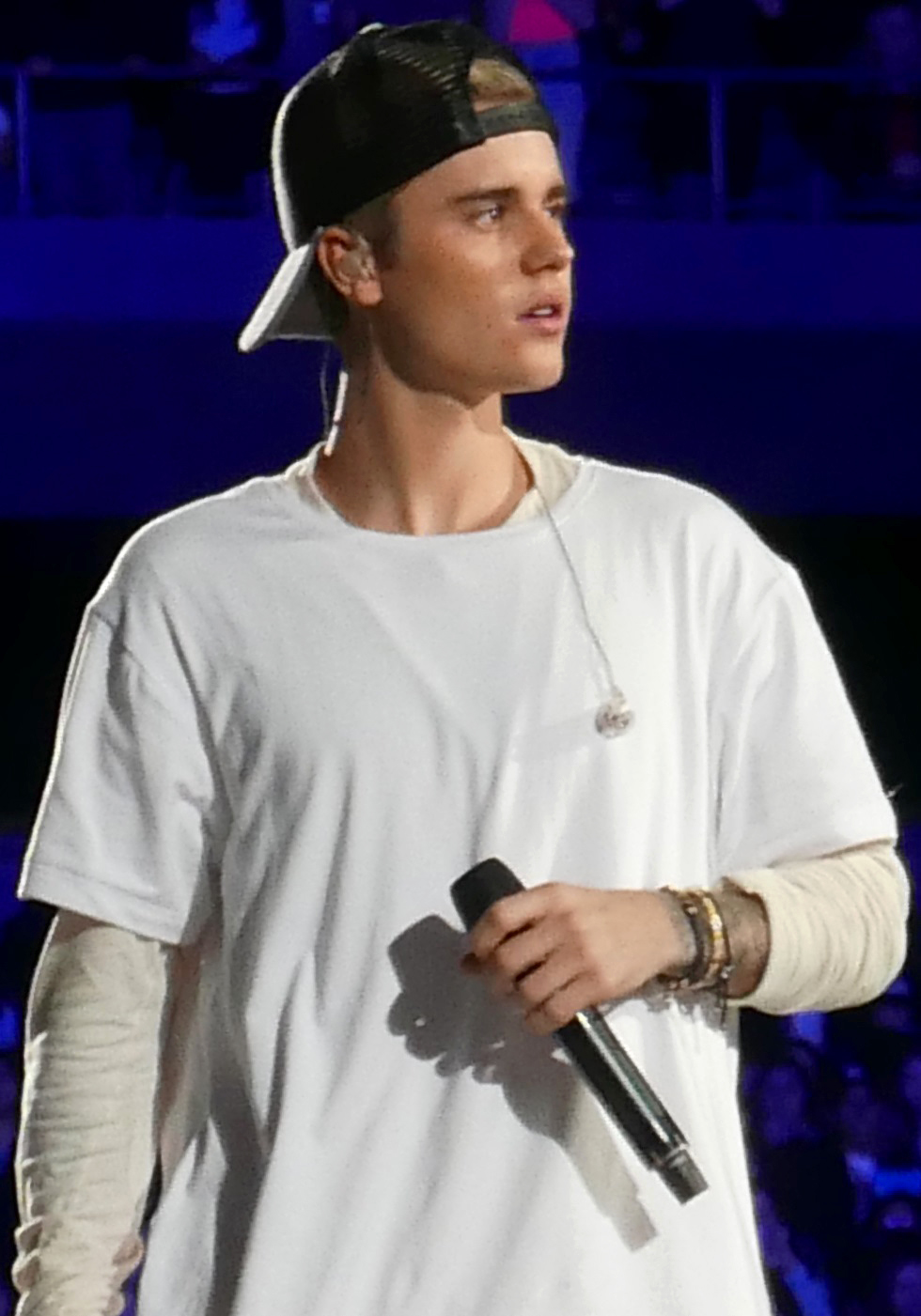
Justin Bieber, 2 vittorie su 4 nomination

L'iHeartRadio Music Award all'artista maschile dell'anno (iHeartRadio Music Award for Male Artist of the Year) è stato un premio assegnato annualmente a partire dal 2016 nell'ambito degli iHeartRadio Music Awards. Il premio è stato assegnato per l'ultima volta nel 2022, durante il corso della IX edizione, a Lil Nas X.
Dal 2023 è stata ripristinata la categoria generale Artista dell'anno, precedentemente sospesa e organizzata per generi in Artista maschile dell'anno e Artista femminile dell'anno.
Justin Bieber ha vinto entrambe le volte in cui è stato nominato per il premio. Ed Sheeran e Shawn Mendes sono gli artisti con più nomination in questa con quattro candidature a testa.

## Vincitori e candidati

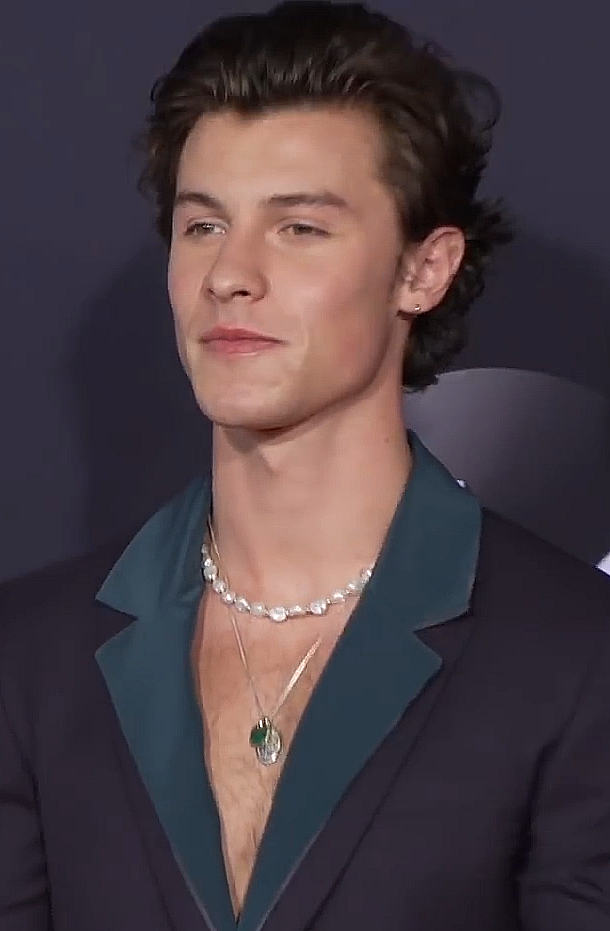
Shawn Mendes, 1 vittoria su 4 nomination

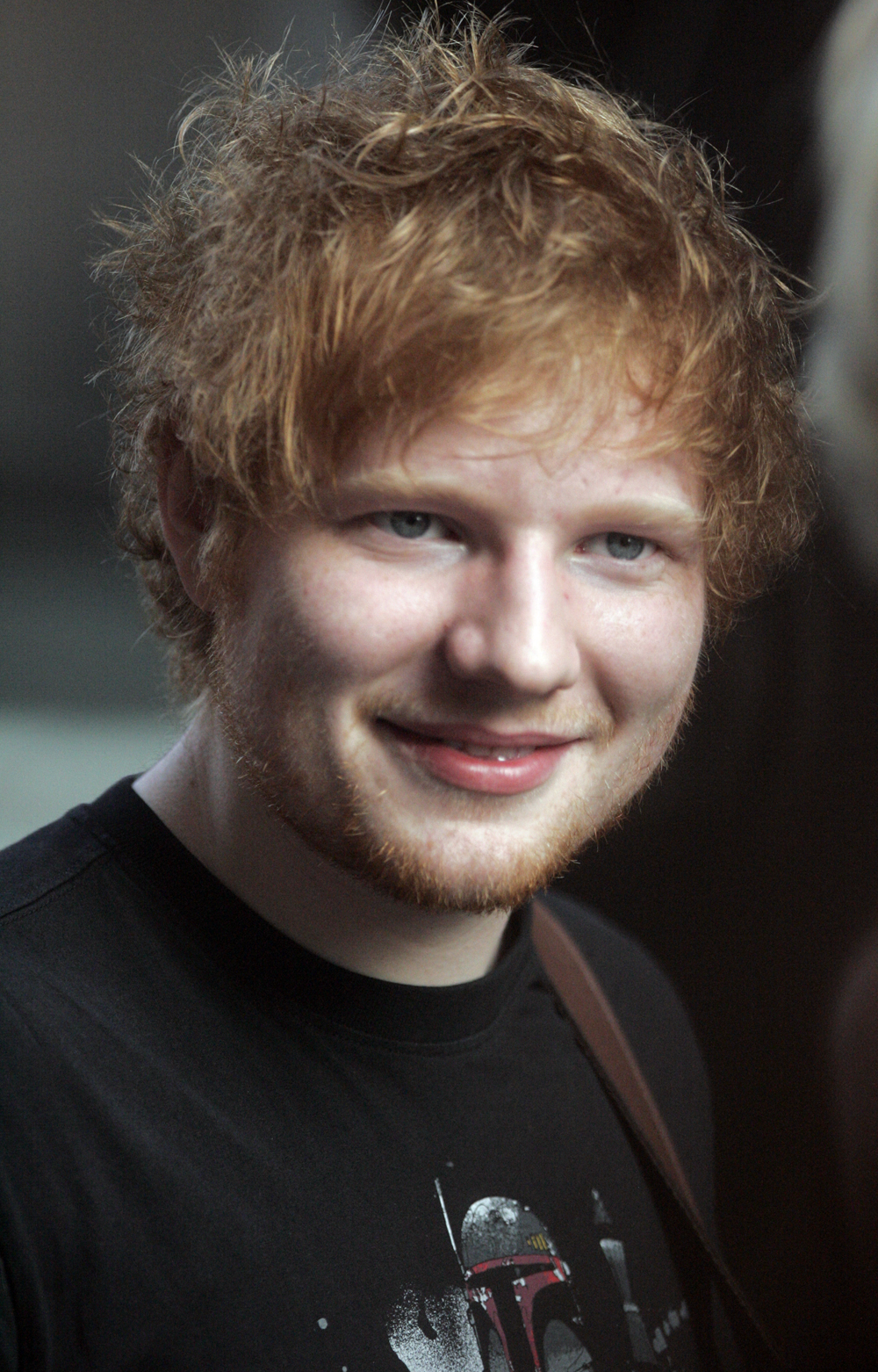
Ed Sheeran, 1 vittoria su 5 nomination

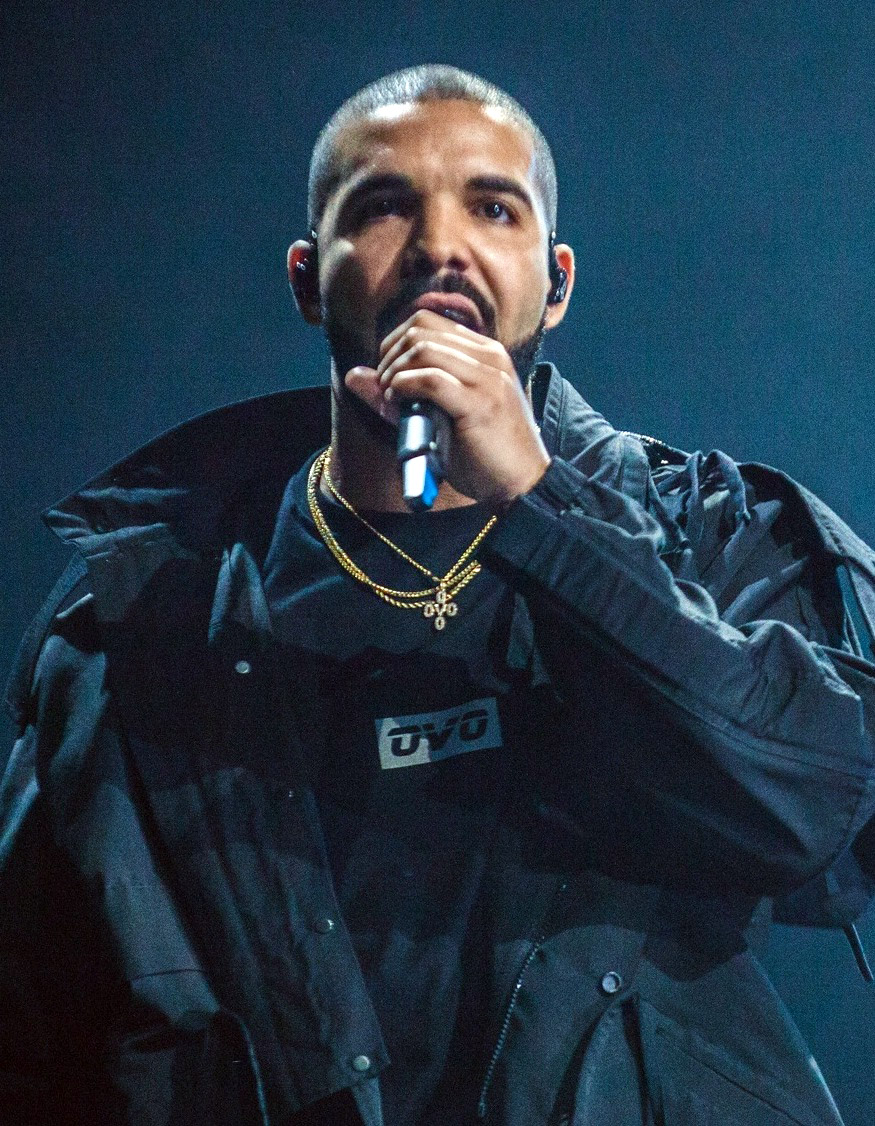
Drake, 1 vittoria su 3 nomination

| Anno | Vincitore(i)  | Nazionalità | Nominati                                                   | Fonte |
| ---- | ------------- | ----------- | ---------------------------------------------------------- | ----- |
| 2016 | Justin Bieber | Canada      | - Luke Bryan - Ed Sheeran - Sam Smith - The Weeknd         | [ 2 ] |
| 2017 | Justin Bieber | Canada      | - Luke Bryan - Drake - Shawn Mendes - The Weeknd           | [ 3 ] |
| 2018 | Ed Sheeran    | Regno Unito | - Bruno Mars - Shawn Mendes - Charlie Puth - The Weeknd    | [ 4 ] |
| 2019 | Drake         | Canada      | - Ed Sheeran - Kendrick Lamar - Post Malone - Shawn Mendes | [ 5 ] |
| 2020 | Post Malone   | Stati Uniti | - Ed Sheeran - Khalid - Luke Combs - Shawn Mendes          | [ 6 ] |
| 2021 | The Weeknd    | Canada      | - Harry Styles - Justin Bieber - Post Malone - Roddy Ricch | [ 7 ] |
| 2022 | Lil Nas X     | Stati Uniti | - Justin Bieber - Drake - Ed Sheeran - The Weeknd          | [ 8 ] |

## Primati

### Vittorie
- Justin Bieber – 2 vittorie
- Drake, Ed Sheeran e Post Malone – 1 vittoria

### Nomination
- Ed Sheeran e The Weeknd – 5 nomination
- Justin Bieber e Shawn Mendes – 4 nomination
- Drake e Post Malone – 3 nomination
- Luke Bryan – 2 nomination